# Toni Mau
Toni Florence Mau (* 2. September 1917 in Berlin-Reinickendorf; † 22. November 1981 in Berlin) war eine deutsche Malerin, Grafikerin und Hochschullehrerin.

## Leben
Toni Mau studierte von 1934 bis 1939 und 1941 bis 1943 an der  Kunstgewerbeschule Berlin-Charlottenburg, wo zu ihren Lehrern Hans Orlowski und Max Kaus gehörten. Nach ihrem Studium arbeitete sie zunächst freischaffend und als Zeichenlehrerin. 1946 setzte sie ihr Studium an der Kunstgewerbeschule Berlin bei Max Kaus fort und arbeitete von 1948 bis 1953 wieder freischaffend.
1953 wurde Toni Mau als Hochschullehrerin an die Hochschule für bildende und angewandte Kunst berufen, wo sie schnell im Rahmen der Formalismusdebatte in die Kritik geriet und schließlich ihre Tätigkeit aufgeben musste. Daher setzte sie 1957 ihre freischaffende Arbeit fort.
Sie schuf in Ost-Berlin mehrere baugebundene Werke. Als Grafikerin trat sie vor allem mit Siebdrucken hervor, einer damals noch kaum beachteten Technik. „Aber die schöpferische Kraft und Experimentierfreudigkeit ihrer freien Arbeiten erfuhr in der DDR wenig öffentliche Anerkennung. Allerdings kaufte der Freie Deutsche Gewerkschaftsbund (FDGB) bei der Künstlerin immer wieder druckgrafische Blätter an. Diese gehören seit Mitte der 1990er Jahre zum Bestand des Beeskower Kunstarchivs.“
Toni Mau war Mitglied des Verbands Bildender Künstler der DDR. Ihre Arbeiten wurden auf vielen wichtigen zentralen Ausstellung der DDR gezeigt, u. a. 1953, 1958/1959, 1977/1978 und 1982/1983 auf den Deutschen Kunstausstellungen bzw. Kunstausstellung der DDR.
Werke von Toni Mau befinden sich unter anderem in der Akademie der Künste, dem Kupferstichkabinett Berlin, dem Kupferstichkabinett Dresden, der Kunsthalle Rostock, dem Museum Schwerin, dem Märkischen Museum Berlin, der Galerie Lidice, in öffentlichen Sammlungen in Finnland und Kuba und in zahlreichen Privatsammlungen.

## Bildnerische Darstellung Toni Maus
- Christian Borchert: Die Druckerin Toni Mau vor ihrer Druckpresse (Fotografie; 1975)[3]

## Zitat
„Die Sensibilität der Künstlerin registriert Spannungen unserer konfliktreichen Zeit und deren Einfluss auf Gemütsleben und Verhaltensweisen. Eben diese Spannungen schwingen in ihren Werken mit; denn die anthropomorphen Tier- und Pflanzengebilde, die auf ihren graphischen Blättern und in den Miniaturen zu eigenwilligem Leben entstehen, sind visuell gestaltete Metaphern dieser Probleme. Auf der Szene des unbegrenzten Raumes einer Traumlandschaft erscheinen Figuren, manchmal Fabelwesen ähnlich, symbolische Gesten vollführend nach der Art mittelalterlicher Mysterienspiele. Die expressive Dynamik der Komposition lässt uns teilnehmen an der Handlung, deren Sinn wir erahnen.“ Ewa Garztecka, 1974

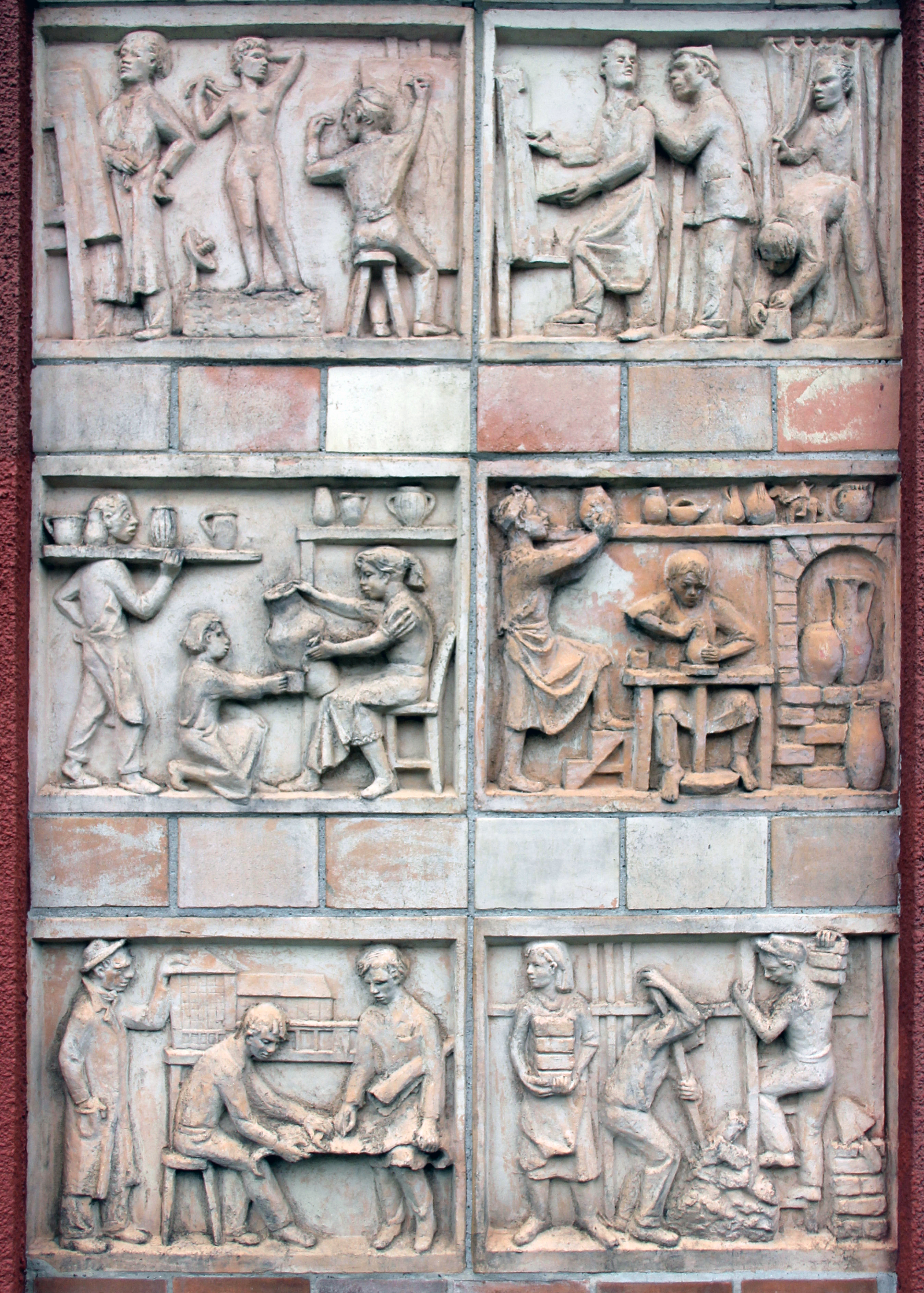
Relief an der Kunsthochschule Berlin-Weißensee

## Werke (Auswahl)

### Baugebundene Werke und Werke im öffentlichen Raum
- 1955/1956 Entwürfe für Bleiglasfenster (Treppenhaus des Roten Rathauses Berlin)

- 1956 Umlaufender Fries (Eingangsportal der Kunsthochschule Berlin-Weißensee, Bühringstraße)[5]
- 1975 Korallenbrunnen (Beton, Keramik, Glas), Berlin-Lichtenberg, Möllendorffstraße
- 1982 Kinderfest (Wandbild, PAC-Farben auf Beton), Berlin-Marzahn, Kindertagesstätte Jan-Petersen-Straße[6]

### Tafelbilder
- 1953 Mein Vater (Öltempera, um 1953)[7]

- 1974 Traumlandschaft (Mischtechnik)
- 1977 Porträt Tschesno Hell (Öl auf Leinwand)

### Druckgrafik
- 1963 Frühstück auf dem Felde (Siebdruck)[8]
- 1965 Junge Leute im Park (Siebdruck, 1965)[9]
- 1966 Beweinung/Vietnam (Siebdruck, 1966)[10]
- 1974 Bulgarischer Strand (Siebdruck, 1974; Kupferstichkabinett Dresden)[11]
- 1981 Unterschiedliche Temperamente I (Rauchflächendruck, 1981)[12]

## Ausstellungen (Auswahl)
- 1966 Berlin, Verkaufsgenossenschaft Bildender Künstler
- 1967 Kuba, Havanna und Provinzen
- 1968 Erfurt
- 1971 Halle-Neustadt
- 1974 Berlin, Galerie im Turm
- 1978 Berlin, Studio Bildende Kunst Berlin-Lichtenberg, Schlossgalerie Berlin-Köpenick
- 1981 Suhl, Galerie am Steinweg
- 1981 Königs Wusterhausen, Kleine Galerie des Kulturbundes
- 1982 Berlin, Galerie Unter den Linden
- 1984 Berlin, Galerie in der Deutschen Bücherstube
- 1997 Berlin, Inselgalerie (mit Ingrid Goltzsche-Schwarz und Heinrich Harry Louis Deierling)
- 2022: Berlin, Schloss Biesdorf („Grafik aus dem Museum Utopie und Alltag“)